# Hérisson (tổng)
Tổng Hérisson là một tổng ở tỉnh Allier trong vùng Auvergne.

## Địa lý
Tổng này được tổ chức xung quanh Hérisson thuộc quận Montluçon. Độ cao thay đổi từ 167 m (Vallon-en-Sully) đến 407 m (Saint-Caprais) với độ cao trung bình 265 m.

## Hành chính
| Giai đoạn    | Ủy viên        | Đảng | Tư cách                       |
| ------------ | -------------- | ---- | ----------------------------- |
| 22           | Daniel Roussat | PCF  |                               |
| tháng 3 2004 | Daniel Roussat | PCF  | thị trưởng của Cosne-d'Allier |

## Các đơn vị cấp dưới
Tổng Hérisson gồm 17 xã với dân số là 9 035 người (điều tra năm 1999, dân số không tính trùng)
| Xã                  | Dân số | Mã bưu chính | Mã insee |
| ------------------- | ------ | ------------ | -------- |
| Audes               | 451    | 03190        | 03010    |
| Bizeneuille         | 287    | 03170        | 03031    |
| Le Brethon          | 352    | 03350        | 03041    |
| Cosne-d'Allier      | 2 407  | 03430        | 03084    |
| Estivareilles       | 1 033  | 03190        | 03111    |
| Givarlais           | 227    | 03190        | 03123    |
| Hérisson            | 709    | 03190        | 03127    |
| Louroux-Bourbonnais | 245    | 03350        | 03150    |
| Louroux-Hodement    | 293    | 03190        | 03153    |
| Maillet             | 322    | 03190        | 03158    |
| Nassigny            | 145    | 03190        | 03193    |
| Reugny              | 272    | 03190        | 03213    |
| Saint-Caprais       | 92     | 03190        | 03222    |
| Sauvagny            | 99     | 03430        | 03269    |
| Tortezais           | 147    | 03430        | 03285    |
| Vallon-en-Sully     | 1 712  | 03190        | 03297    |
| Venas               | 242    | 03190        | 03303    |

## Biến động dân số
| 1962                                                     | 1968   | 1975  | 1982  | 1990  | 1999  |
| -------------------------------------------------------- | ------ | ----- | ----- | ----- | ----- |
| 9 341                                                    | 10 262 | 9 697 | 9 822 | 9 461 | 9 035 |
| Nombre retenu à partir de 1962 : dân số không tính trùng |        |       |       |       |       |